# Диньяндисау
Диньяндисау (исл. Dynjandisá) — река в регионе Вестфирдир на северо-западе Исландии.
Средний расход воды летом составляет 2-8 м³/с, зимой 1-4 м³/с. Максимальный зарегистрированный расход воды составил 10 м³/с.
Река знаменита каскадом водопадов Диньянди (Фьядльфосс). За ним следует система небольших водопадов почти до самого устья реки:
Hundafoss, Göngufoss, Háifoss, Úðafoss, Bæjarfoss. У самого устья реки, впадающей в залив Диньяндисвогюр (рукав Аднар-фьорда), находится хутор Диньянди.